# Cham (langue)
Cet article concerne la langue cham. Pour le peuple cham, voir Chams. Pour les autres significations, voir Cham.
 (novembre 2015).
Le cham (parfois écrit cam, prononcer « tchamme ») est une langue austronésienne parlée dans le Sud du Viêt Nam et au Cambodge.
Le cham est la langue des Chams, un peuple d'Asie du Sud-Est qui vit dans le centre de l'actuel Viêt Nam et dans une partie du Cambodge actuel, une partie d'entre eux pratique une version très spécifique de l'Islam et sont appelés les musulmans bani. Les Cham avaient autrefois un royaume, le Champa, annexé en plusieurs fois, la dernière date de 1822, par le Viêt Nam.

## Classification
Le cham est une des langues chamiques. Celles-ci semblent liées aux langues malaïques. Elles font partie du malayo-polynésien occidental.
Les langues chru, haroi, jarai, roglai du Nord et rhade du Viêt Nam, et le tsat sur l'île de Hainan dans le sud de la Chine, sont apparentées au cham.
De manière plus lointaine, ces langues sont apparentées à l'aceh, de Sumatra.

## Dialectes
Il existe un cham littéraire, qui a deux descendants actuels : le cham occidental (en), parlé au Cambodge et le cham de Phan Rang, au Viêt Nam.

## Histoire
Le cham possède une tradition littéraire très ancienne. Il existe donc un cham littéraire.

### Dictionnaires et grammaires
- Étienne Aymonier et Antoine Cabaton, Dictionnaire čam-français, vol. 7, Paris, Ernest Leroux, coll. « Publications de l’École française d’Extrême-Orient », 1906, xlviii+587 (lire en ligne).
- Étienne Aymonier, Grammaire de la langue chame, Saïgon, Imprimerie coloniale, 1889, 118 p. (lire en ligne).
- Agnès De Féo, Parlons cham du Vietnam, Paris, L’Harmattan, 2015.
- Gérard Moussay, Grammaire de la langue cam, Paris, Indes Savantes, 2006, 285 p. (ISBN 2-84654-138-8 et 978-2846541381, lire en ligne).
- Gérard Moussay, Dictionnaire cam-vietnamien-français, Phan Rang, Trung Tâm Văn Hóa Chàm, 1971, xlii+593.